# Чжан Цзюнь (Рання Лян)
Чжан Цзюнь (спрощ.: 张骏; кит. трад.: 張駿; піньїнь: Zhāng Jùn; 307-346) — другий правитель Ранньої Лян періоду Шістнадцяти держав.

## Життєпис
Був сином Чжан Ши — цзіньського губернатора провінції Лянчжоу (територія центральної та західної частин сучасної провінції Ганьсу). 320 року Чжан Ши було вбито, й оскільки Чжан Цзюню на той момент було лише 13 років, новим володарем став Чжан Мао.
Влітку 324 року Чжан Мао захворів. Перед смертю він оголосив своїм спадкоємцем Чжан Цзюня й наказав йому залишатись відданим імперії Цзінь.
326 року, остерігаючись нападу з боку Ранньої Чжао, він силоміць перемістив населення округів Лунсі й Наньань (приблизно — територія сучасного міського округу Дінсі) з західного берега Хуанхе до своєї столиці, міста Гуцзан. Також він спробував замиритись з імператором держави Чен Лі Сюном і вмовляв того визнати сюзеренітет імперії Цзінь. Лі Сюн погодився на мирні відносини, й дозволив Цзінь і Ранній Лян здійснювати сполучення через підвладну йому територію, втім цзіньським васалом ставати не забажав.
327 року, довідавшись про значну поразку Ранньої Чжао від Пізньої Чжао, Чжан Цзюн відмовився від титулів, наданих Ранньою Чжао, та почав використовувати титули імперії Цзінь. Також він здійснив напад на підвладну Ранній Чжао провінцію Ціньчжоу (східна частина сучасної провінції Ганьсу). Однак війська Ранньої Чжао завдали нищівної поразки силам Ранньої Лян та захопили всі її землі на південь від Хуанхе. Після того, як 329 року Ранню Чжао було знищено, Рання Лян скористалась можливіст й повернула втрачені землі.
330 Ши Ле відрядив до Ранньої Лян послів з вимогою підкоритись. Чжан Цзюнь спочатку відмовився й відіслав послів, але після того, як того ж року генерал Ши Шен розбив неподалік хуннського вождя Ши Цяна, Чжан Цзюнь вирішив усе ж підкоритись Пізній Чжао.
Коли 333 року Ши Ле помер, і до влади в Пізній Чжао прийшов Ши Ху, низка тамтешніх генералів підбурили повстання й почали шукати підтримки у Цзінь та Ранньої Лян. Чжан Цзюнь спробував утворити союз із Пу Хуном — вождем племені ді. Однак після того, як Ши Ху розбив більшість повстанців, Пу Хун також вирішив йому підкоритись. На щастя для Ранньої Лян, Ши Ху було не до справ на далекому заході, й упродовж кількох років воєнних дій між Ранньою Лян і Пізньою Чжао не було. За той час Рання Лян стала настільки заможною та потужною, що багато дрібних держав Західного регіону вирішили визнати її своїм сюзереном. Чжан Цзюнь запропонував цзіньському імператору Сима Яню спільно атакувати з двох сторін на Пізню Чжао, ае той не схвалив такий план.
339 року Чжан Цзюнь передав частину своїх повноважень своєму спадкоємцю Чжан Чунхуа. 340 року він запропонував данину Ши Ху, однак у петиції використав образливі слова. Ши Ху розгнівався й хотів убити посланця, втім радники порадили йому ігнорувати неповагу. Тим не менше джерела зазначають, що 344 року відбулась битва між силами Ранньої Лян та Пізньої Чжао.
На початку 346 року Рання Лян захопила царство Яньці на Великому шовковому шляху. Влітку того ж року Чжан Цзюнь помер.